# حنوت‌محیت
حنوت‌محیت (انگلیسی: Henutmehyt) نام یک کاهنه اهل طیبه در مصر باستان بود که در دورهٔ دودمان نوزدهم مصر، حدود سال ۱۲۵۰ پیش از میلاد زندگی می‌کرد. استفاده فراوان از طلا و کیفیت و جزئیات بالای تابوت‌های او نشان می‌دهد که هنوت‌محیت زنی ثروتمند بوده است.

## تجهیزات تدفینی
هنوت‌محیت در مجموعه‌ای از تابوت‌های مطلا و پوشش مومیایی دومرحله‌ای طلایی‌رنگ دفن شده بود که از چوب سدر لبنان و چوب درخت چنار مصری ساخته شده بودند. این مجموعه هم‌اکنون در موزه بریتانیا نگهداری می‌شود. تابوت بیرونی تنها به‌صورت جزئی طلاکوب شده است (در بخش پایینی درِ تابوت، به‌جای طلا از رنگ زرد برای تقلید از درخشش طلا استفاده شده است). در جلوی تابوت، الهه آسمان «نوت» بال‌هایش را گسترده است. چهار پسر خروس، ایزیس و نفتیس در بخش پایینی درِ تابوت دیده می‌شوند. دانه‌های گندم و جو در رزینی که در قسمت زیرین تابوت استفاده شده، یافت شده‌اند. رنگ مایل به قرمز پوشش مومیایی احتمالاً به‌دلیل تغییر رنگ ناشی از مرور زمان است.
یک جعبه اوشابتی (مجسمه‌های تدفینی کوچک) چوبی نیز وجود داشته که با صحنه‌ای تزئین شده بود که هنوت‌محیت را در حال نیایش به دو تن از ایزدان قنّوطی (کاناپیک، مربوط به ظروف تدفینی) نشان می‌دهد و همچنین دریافت غذا و شراب از الهه نوت را به تصویر می‌کشد. در مجموع چهار جعبه شَبتی کشف شد که در مجموع ۴۰ شَبتی رنگارنگ از چوب و سفال درون آن‌ها قرار داشتند.
یک پاپیروس تدفینی نیز همراه با هنوت‌محیت دفن شده بود. متن آن از افسون شماره ۱۰۰ کتاب مردگان است (که دربارهٔ شایستگی مرده برای سوار شدن بر قایق رع، خدای خورشید، است). این متن به‌شکل غیرمعمولی با جوهر قرمز و سفید نوشته شده است. پاپیروس بر روی لایه‌های بیرونی مومیایی قرار گرفته بود، همان‌گونه که سنت آن را مقرر کرده است (افسون ۱۰۰ باید بر روی سینهٔ متوفی گذاشته شود، بدون اینکه با پوست تماس مستقیم داشته باشد). این نوع متن‌ها پس از دوره پادشاهی نوین مصر بیشتر رایج شدند.
آجرهای جادویی ساخته‌شده از گل خام (پخته‌نشده) احتمالاً در طاقچه‌هایی درون اتاق تدفین قرار داده شده بودند. آجرهای جادویی هنوت‌محیت به‌خوبی حفظ شده‌اند. این آجرها حامل اشکال جادویی بودند: یک ستون «جد»، پیکرهٔ آنوبیس، یک پیکره مومیایی‌شکل چوبی، و یک نی. خود آجرها نیز با افسون‌های جادویی نوشته شده‌اند.
یک جعبه چوبی به رنگ مشکی نیز وجود دارد که حاوی پرنده‌ای پیچیده در پارچه و تکه‌هایی از گوشت (احتمالاً بز) بوده است. این جعبه احتمالاً به مجموعه تدفینی هنوت‌محیت تعلق دارد و حاوی غذای کافی برای یک وعده بوده است.